# Gösta Fosselius
Gösta Fosselius, född 30 april 1901 i Örebro, död 15 september 1980 i Matteus församling, Stockholm, var en svensk kort- och medeldistanslöpare. Han tävlade för IF Linnéa. Han var tvillingbror till Gunnar Fosselius.
Gösta Fosselius var som medlem i IF Linnéas klubblag världsrekordshållare i stafett 4 x 1 500 m åren 1925 till 1926. Han var svensk rekordhållare i grenen 1925 till 1929.
Fosselius föräldrar var bankdirektören Gustaf Elias Fosselius och Amanda Karolina Karlsson. Familjen kom 1919 till Stockholm från Linköping. Han gifte sig 1939 med Iris Alfhild Östman (1901–1979). Makarna Fosselius är begravda på Norra begravningsplatsen utanför Stockholm.